# Lehigh (Oklahoma)
Lehigh es una ciudad ubicada en el condado de Coal en el estado estadounidense de Oklahoma. En el año 2010 tenía una población de 		356 habitantes y una densidad poblacional de 84,76 personas por km².

## Geografía
Lehigh se encuentra ubicada en las coordenadas 34°28′12″N 96°13′7″O / 34.47000, -96.21861 (34.470084, -96.218578).

## Demografía
Según la Oficina del Censo en 2000 los ingresos medios por hogar en la localidad eran de $24,167 y los ingresos medios por familia eran $25,156. Los hombres tenían unos ingresos medios de $20,278 frente a los $17,344 para las mujeres. La renta per cápita para la localidad era de $10,699. Alrededor del 27.7% de la población estaban por debajo del umbral de pobreza.